# Violeta Alexandru
Victoria-Violeta Alexandru⁠ (ur. 11 listopada 1975 w Bukareszcie) – rumuńska polityk i politolog, parlamentarzystka, w latach 2015–2017 minister delegowany ds. dialogu społecznego, od 2019 do 2020 minister pracy i ochrony socjalnej.

## Życiorys
Z wykształcenia politolog, absolwentka Uniwersytetu Bukareszteńskiego. Kształciła się następnie w Școala Națională de Studii Politice și Administrative. W latach 1994–1997 pracowała jako koordynatorka w organizacji pozarządowej Asociația Pro Democrația (APD). Później do 1999 była zatrudniona w administracji prezydenckiej, gdzie zajmowała się sprawami rumuńskiej diaspory. W 1999 powróciła do APD, w którym do 2001 pełniła funkcję dyrektora wykonawczego. W 2001 współtworzyła instytut badawczy Institutul pentru Politici Publice, w którym zajmowała stanowisko dyrektora.
W listopadzie 2015 została powołana na ministra delegowanego do spraw dialogu społecznego w technicznym rządzie Daciana Cioloșa. Urząd ten sprawowała do końca funkcjonowania gabinetu, tj. do stycznia 2017. Zaangażowała się później w działalność polityczną w ramach Partii Narodowo-Liberalnej.
W listopadzie 2019 została ministrem pracy i ochrony socjalnej w utworzonym wówczas rządzie Ludovika Orbana. Pozostała na tej funkcji również w utworzonym w marcu 2020 drugim gabinecie dotychczasowego premiera. W tym samym roku z ramienia PNL uzyskała mandat posłanki do Izby Deputowanych. W grudniu 2020 zakończyła pełnienie funkcji ministra. Jesienią 2021 w trakcie kryzysu w PNL wystąpiła z jej frakcji poselskiej. Dołączyła do nowego ugrupowania Forța Dreptei, które założył były premier; objęła funkcję przewodniczącej jego grupy poselskiej. W 2024 przystąpiła do Związku Zbawienia Rumunii. W tym samym roku została wybrana w skład Senatu.